# Dicranomyia (Doaneomyia) tahitiensis
Dicranomyia (Doaneomyia) tahitiensis is een tweevleugelige uit de familie steltmuggen (Limoniidae). De soort komt voor in het Australaziatisch gebied.